# Cronicile Crăciunului 2
Cronicile Crăciunului 2 (în engleză The Christmas Chronicles 2) este un film de acțiune de comedie[*] regizat de Chris Columbus după un scenariu de Chris Columbus. A fost produs în Statele Unite ale Americii de studiourile  și a avut premiera la 2020, fiind distribuit de Netflix. Coloana sonoră este compusă de Christophe Beck[*]. 
Kurt Russell a reprimit rolul lui Moș Crăciun din primul film.

## Rezumat
Câțiva ani mai târziu după evenimentele din Cronicile Crăciunului, Kate Pierce și Jack Booker îl ajută pe Moș Crăciun să salveze Polul Nord.

## Distribuție
Rolurile principale au fost interpretate de actorii:

Kurt Russell
Goldie Hawn
Darby Camp[*]
Julian Dennison[*]
Judah Lewis[*]
Kimberly Williams[*]
Tyrese Gibson
Patrick Gallagher[*]
Sunny Suljic[*]
Darlene Love[*]  .